# Derby calcistici in Spagna
Ci sono diversi derby calcistici notevoli in Spagna, alcuni dei quali attirano l'attenzione di tutto il mondo.
La storia del calcio nel paese risale al 1890, quando il gioco venne introdotto in alcune città portuali da marinai e lavoratori portuali britannici, e in altri luoghi da gente del posto che era stata in Gran Bretagna per istruzione o lavoro ed era stato esposto allo sport in via di sviluppo in quel paese. La prima competizione nazionale fu la Copa de la Coronación del 1902, seguita dall'introduzione della Copa del Rey un anno dopo. In quei decenni formativi, i club dominanti erano l'Athletic Bilbao, il Real Madrid ed il Barcellona, un modello che è continuato nelle prime edizioni de La Liga, il campionato nazionale istituito nel 1929.
I frequenti incontri importanti nelle partite di coppa e di campionato regolari, così come ogni club che venne adottato come simbolo delle proprie rispettive regioni di origine, causò lo sviluppo di rivalità tra di loro, con la faida tra il Barcellona dalla Catalogna e il Real Madrid dalla Castiglia, noto come El Clásico, che è ora una delle partite di calcio più seguite in tutto il mondo a causa del successo duraturo delle due squadre, che attraggono tifosi mondiali, possiedono alcuni dei migliori talenti e hanno stadi che sono tra i più grandi d'Europa.
All'inizio del XXI secolo, si sviluppò una rivalità significativa tra i due attaccanti più importanti di ogni squadra, il portoghese Cristiano Ronaldo e l'argentino Lionel Messi, che facevano a gara per battere record di goal e vincere premi individuali globali oltre ad aiutare i loro club a raggiungere diverse finali, raggiungendo livelli di prestazioni raramente visti in passato: ciò aggiunse un nuovo elemento alle partite tra di loro e generò ancora più attenzione da parte dei media e dei tifosi.
La terza squadra della triade originale di successi, l'Athletic Bilbao dei Paesi Baschi, è rimasta molto indietro in termini di profilo e trofei vinti grazie alla sua sede in una città più piccola e al fatto di essersi autoimposta una restrizione che si limita a un piccolo gruppo di giocatori con un legame con il proprio territorio. Tuttavia, i loro incontri con i loro vecchi nemici mantengono ancora un livello di interesse dovuto alla storia sportiva e agli aspetti politici delle loro relazioni. Queste sono le sole tre squadre ad aver giocato ogni stagione di campionato, quindi hanno il totale più alto di partite disputate.
Atlético Madrid, Valencia e Sevilla formano un gruppo di club che hanno raggiunto l'Athletic Bilbao in termini di prestazioni e vittorie di coppe e hanno livelli di supporto simili, con presenze di 40.000 spettatori o più in media ma sono ancora molto indietro Barcellona e Real Madrid in entrambi gli aspetti. Le loro storie orgogliose presentano relazioni complicate con i "due grandi" e con l'altra, oltre ad essere coinvolti in altre rivalità locali tra cui il derby di Siviglia ed il derby di Valencia.
Dopo i club più grandi, ci sono diversi derby o rivalità significative che di solito rientrano in una delle tre categorie: una rivalità locale all'interno della stessa città (la maggior parte di queste coinvolge uno dei sei club di cui sopra, come il derbi barceloní ed il derby di Madrid); una rivalità regionale che coinvolge due o più squadre nella stessa comunità autonoma, (spesso con ciascuna che rappresenta una provincia all'interno di quella regione, come nel derby basco e nel derby galiziano); o una rivalità interregionale tra club di comunità autonome limitrofe, ad esempio l'Osasuna della Navarra e il Real Zaragoza dell'Aragona. Le squadre con un supporto significativo hanno ciascuna gruppi ultras con diverse connessioni e affiliazioni politiche, che hanno spesso portato a violenze tra di loro.
Il termine morbo (che si traduce approssimativamente in fascino morboso e antagonismo) è stato spesso usato per descrivere gli atteggiamenti relativi alla complessa rete di identità e relazioni tra i club spagnoli.

## Derby

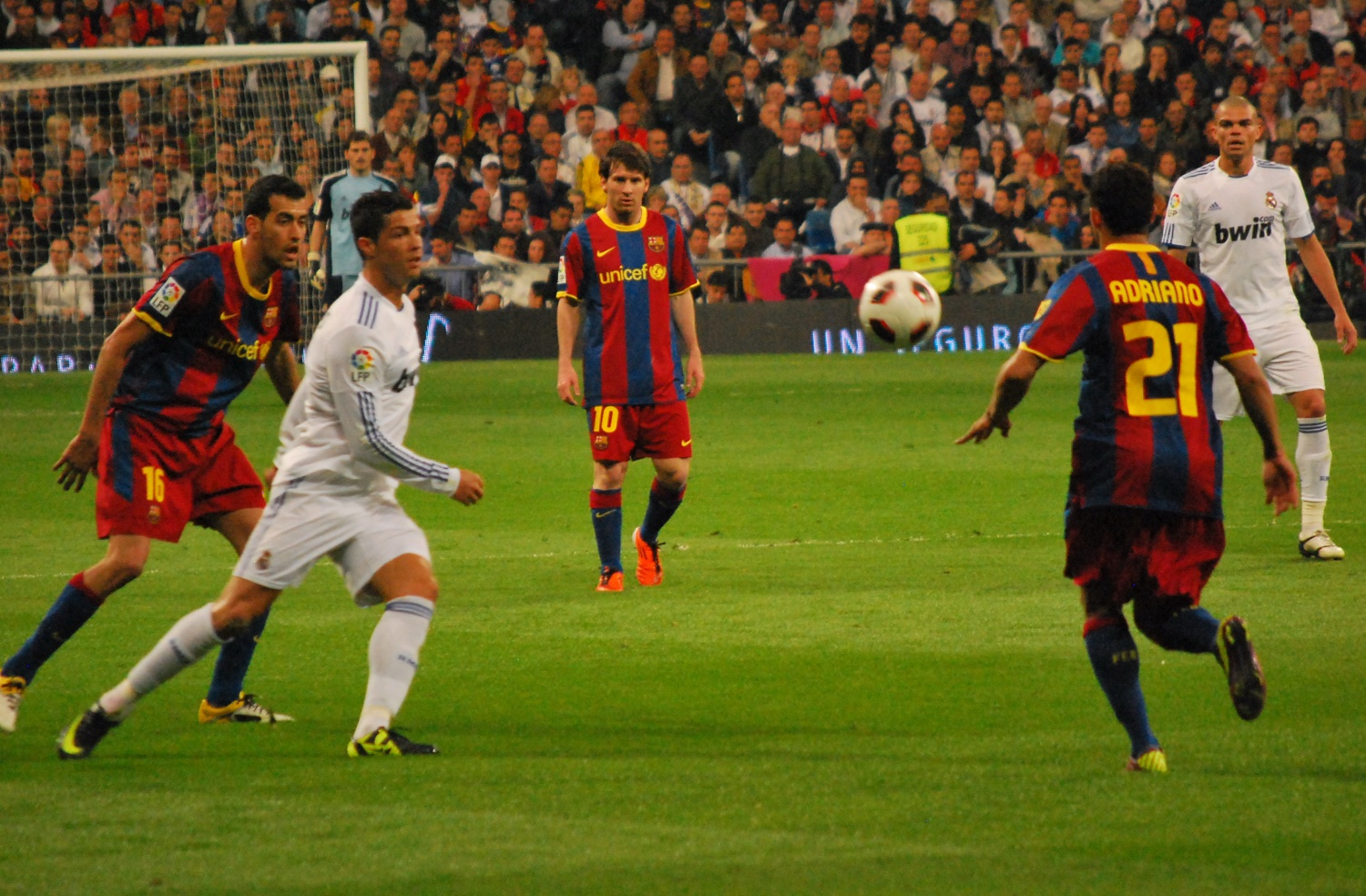
El Clásico, aprile 2011

### 'Classicos'
- El Clásico (Real Madrid-Barcelona)[3]
- El Viejo Clásico (Real Madrid-Athletic Bilbao)
- Clásico Athletic-Barcelona[5]
- El Otro Clásico (Barcelona-Atlético Madrid)[35][36][37]
- Barcelona-Valencia (FC Barcelona-Valencia CF)
- Real Madrid-Valencia (Real Madrid-Valencia CF)

### Locali/Provinciali
- Derbi barceloní (FC Barcelona-RCD Espanyol)[28]
- Derby di Madrid (Real Madrid-Atlético Madrid)[29]
- Derby di Siviglia (Real Betis-Sevilla)[25][38][39][40]
- Derby della Galizia / O noso Derbi (Celta Vigo-Deportivo La Coruña)
- Derby di Madrid sud (Getafe CF-CD Leganés)[41][42]
- Derby di Valencia / 'Derby della Turia' (Levante UD-Valencia CF)[26][43]
- Derbi de la Bahía (Cádiz-San Fernando)[44]
- Derbi del campo gibraltareño (Linense-Algeciras)[45]
- Derbi jerezano (Xerez CD-Jerez Industrial CF)[46][47]
- Derby di Palma (Atlético Baleares-RCD Mallorca)[48][49]
- Derby della Murcia (Real Murcia-Ciudad de Murcia)[50][51]
- Nuevo Derbi de Murcia (Real Murcia v UCAM Murcia)[52]
- Derbi del Vallés Occidental (Sabadell-Terrassa)[53][54]
- Derby di Sant Andreu (CE Europa-UE Sant Andreu)[55][56]
- Derbi de Salamanca / 'Derbi dei 50 metri': (Salamanca CF-Unionistas)[57][58]
- Derby della Provincia di Alicante (Hércules-Elche CF)[59][60]
- Derbi del interior de Alicante (CD Alcoyano-CD Eldense)[61]
- Derbi gaditano (Cádiz-Xerez)[62]
- Derbi jienense (Real Jaén-Linares)[63]
- Derbi leonés (Cultural Leonesa v Ponferradina) [64]
- Derbi de La Plana (Castellón-Villarreal CF)[65]
- Derbi del Tajo (CD Toledo-CF Talavera de la Reina)[66]
- Derbi del camp de Tarragona (Gimnàstic-Reus)[67]

### Regionali
- Derby aragonese (Real Zaragoza-Huesca)[68][69]
- Derby asturiano (Real Oviedo-Sporting Gijón)
- Derby basco (Real Sociedad-Athletic Bilbao)[70][71][72]

Derby baschi: in aggiunta a quanto sopra, le partite tra Athletic Bilbao, Real Sociedad, Alavés ed Eibar; a volte comprendente anche l'Osasuna
- Derby delle isole Canarie (Tenerife-Las Palmas)
- Derbi de la Comunitat (Valencia-Villarreal, alternativamente Valencia-Elche)[82][83][84][85][86]
- Derby dell'Andalusia orientale (Granada-Málaga)
- Derby cantabrico (Racing de Santander-Gimnástica)[87]
- Derby catalano (oltre al Derbi barceloní, due qualsiasi tra Barcellona, Espanyol, Girona o Gimnàstic Tarragona)
- Derbi de la Région de Murcia (Cartagena-Real Murcia)[88][89]
- Nuovo derby galiziano (Racing Ferrol-Compostela)[90][91][92]
- Derbi del Duero (Real Valladolid-Numancia)[93]
- Derbi del Norte de África (Ceuta-Melilla)[94]

### Interregionali
- Álava–Ebro (Alavés-Mirandés)[95][96][97][98][99]
- Derbi de los Ancares (Lugo-Ponferradina)[100][101]
- Derbi del Ebro (Real Zaragoza-Mirandés)[102]
- Derbi del Moncayo (Real Zaragoza v Numancia)[103][104][105]
- Derbi arlequinado (Ebro-Sabadell)[106]
- Aragona–Navarra (Real Zaragoza-CA Osasuna)[30][31]
- Derbi del Cantábrico / 'Duello del Nord' (Racing de Santander-Athletic Bilbao)[107][108][109][110][111]
- Derbi de la frontera (Elche-Real Murcia)[112]
- Derbi levantino (Hércules-Real Murcia)[113]
- Derbi del estrecho (Ceuta-Algeciras)[114]
- Atlético-Sevilla (Atlético Madrid-Sevilla FC)[115]